# 马青根

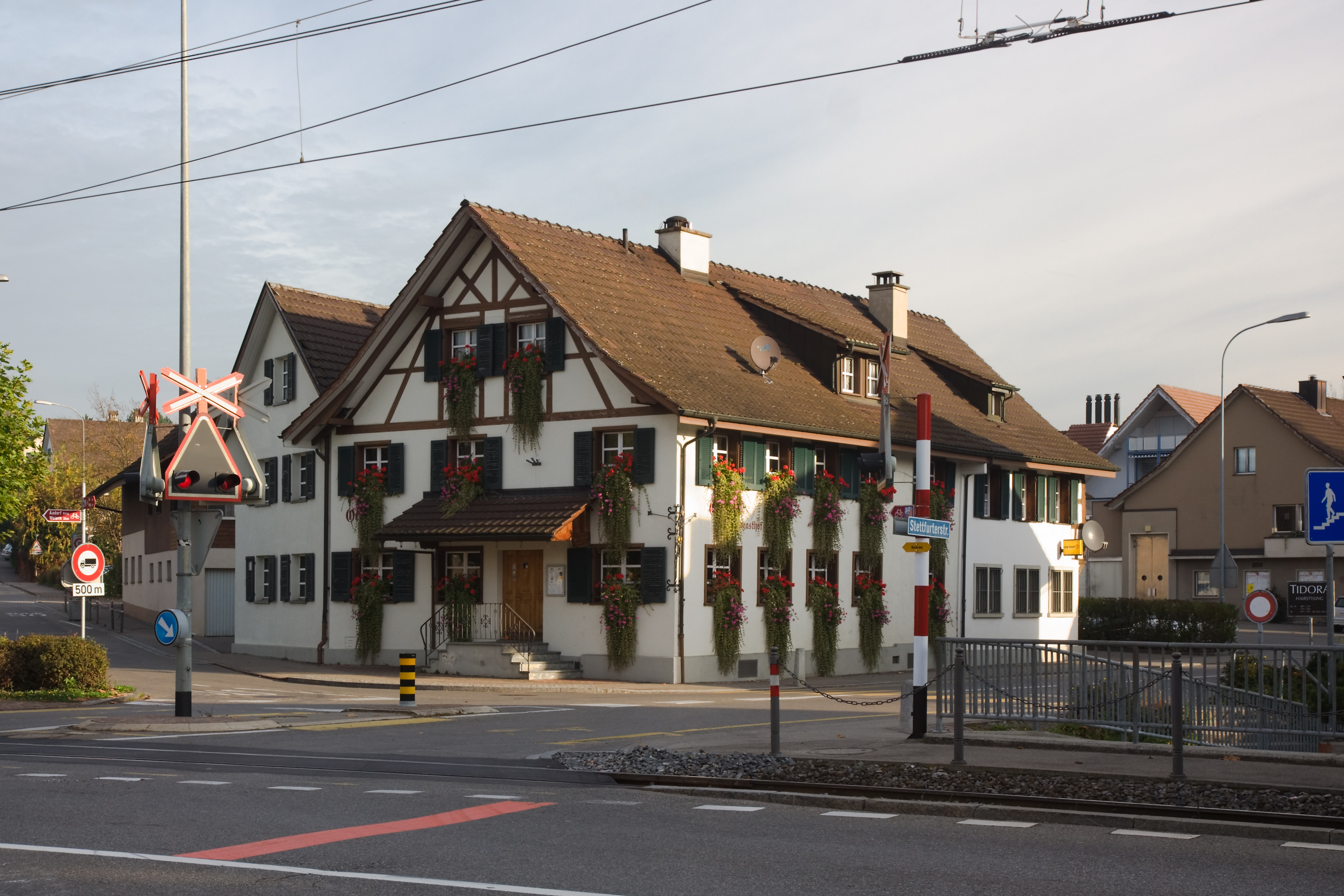

马青根（德语：Matzingen）是瑞士的城鎮，位於該國東北部，由圖爾高州負責管轄，面積7.71平方公里，海拔高度450米，2012年人口2,556，四成半人口信奉基督教，人口密度每平方公里332人。